# RPF2
RPF2 (англ. Ribosome production factor 2 homolog) – білок, який кодується однойменним геном, розташованим у людей на 6-й хромосомі. Довжина поліпептидного ланцюга білка становить 306 амінокислот, а молекулярна маса — 35 583.
| 10         |  | 20         |  | 30         |  | 40         |  | 50         |
| ---------- |  | ---------- |  | ---------- |  | ---------- |  | ---------- |
| MDTLDRVVKP |  | KTKRAKRFLE |  | KREPKLNENI |  | KNAMLIKGGN |  | ANATVTKVLK |
| DVYALKKPYG |  | VLYKKKNITR |  | PFEDQTSLEF |  | FSKKSDCSLF |  | MFGSHNKKRP |
| NNLVIGRMYD |  | YHVLDMIELG |  | IENFVSLKDI |  | KNSKCPEGTK |  | PMLIFAGDDF |
| DVTEDYRRLK |  | SLLIDFFRGP |  | TVSNIRLAGL |  | EYVLHFTALN |  | GKIYFRSYKL |
| LLKKSGCRTP |  | RIELEEMGPS |  | LDLVLRRTHL |  | ASDDLYKLSM |  | KMPKALKPKK |
| KKNISHDTFG |  | TTYGRIHMQK |  | QDLSKLQTRK |  | MKGLKKRPAE |  | RITEDHEKKS |
| KRIKKN     |  |            |  |            |  |            |  |            |

A: Аланін

C: Цистеїн

D: Аспарагінова кислота

E: Глутамінова кислота

F: Фенілаланін

G: Гліцин

H: Гістидин

I: Ізолейцин

K: Лізин

L: Лейцин

M: Метіонін

N: Аспарагін

P: Пролін

Q: Глутамін

R: Аргінін

S: Серин

T: Треонін

V: Валін

Задіяний у такому біологічному процесі, як біогенез рибосом. 
Локалізований у ядрі.